# 페르시타라 자카르타 우타라
페르시타라 자카르타 유타라(Persitara Jakarta Utara)는 북부 자카르타(Utara는 북쪽을 의미함)에 연고를 둔 인도네시아윽 축구 클럽이다. 현재는 리가 3에 소속되어 있다. 클럽의 홈구장은 투구 스타디움이다.